# Bitwa pod Kalazinem
Bitwa pod Kalazinem – nierozstrzygnięte całodzienne starcia wspierającej Dymitra Samozwańca II najemnej jazdy składającej się z oddziałów polsko-litewskich pod dowództwem Jana Piotra Sapiehy z okopanymi nad Wołgą oddziałami moskiewskimi Michaiła Skopina-Szujskiego i około 300-osobowym oddziałem szwedzkim pod dowództwem Kristera Some. Podczas wojny domowej w Carstwie Rosyjskim car Wasyl Szujski zawarł w lutym 1609 sojusz ze Szwecją, w związku z czym do wojsk Szujskiego dołączyły oddziały szwedzkie. W kierunku Kolazina naprzeciw przeprawiającym się przez Wołgę wojskom wiernym Szujskiemu ruszyły wspierające Dymitra Samozwańca II pułki Sapiehy, Aleksandra Zborowskiego (kozackie chorągwie Tyszkiewicza i Kalinowskiego), rotmistrza Wielamowskiego, Budziłły (chorągiew husarii i petyhorcy Czaplińskiego), pułk Stanisława Bąka Lanckorońskiego, kozacy Kostanieckiego.

## Opis starcia
Oddziały moskiewskie po przeprawieniu się przez Wołgę, chcąc uniknąć ataku jazdy Jana Piotra Sapiehy, ukryły się za opartymi o rzekę fortyfikacjami polowymi. Ze względu na brak piechoty i artylerii, Sapieha nie przeprowadził walnego ataku, dlatego przez cały dzień prowadzone były tylko drobne potyczki pomiędzy niewielkimi grupami harcowników.
Wojska Sapiehy odstąpiły od ataków na wieść o dotarciu pod Smoleńsk wojsk króla Zygmunta III Wazy i po zwinięciu obozu w dniu 2 września 1609 roku odeszły spod Kalazina w kierunku obozu Dymitra Samozwańca II w Tuszyno pod Moskwą, a 8 września Skopin-Szujski przeprawił resztę swoich wojsk przez Wołgę.